# Чу Джонхёк
Чу Джонхёк (кор. 주종혁; род. 27 июля 1991 года, Республика Корея) -  южнокорейский актёр. Получил известность благодаря сериалу «Необычный адвокат У Ён У», в которой исполнил роль адвоката Квон Мин У. Среди других его работ — «Клетки Юми» (2021-2022), «Погоня за дезертиром» (2021) и «Счастье» (2021).

## Фильмография
| Год         | Название                 | Оригинальное название | Роль       | Ссылки |
| ----------- | ------------------------ | --------------------- | ---------- | ------ |
| 2021        | Постриг                  | 검은 태양             | Чангю      | [ 1 ]  |
| 2021 — 2022 | Клетки Юми               | 유미의 세포들         | Луи        | [ 2 ]  |
| 2021        | Счастье                  | 해피니                | Ким Сынбам | [ 3 ]  |
| 2021        | Погоня за дезертиром     | Deserter Pursuit      | Ли Хёсан   | [ 4 ]  |
| 2022        | Необычный адвокат У Ён У | 이상한 변호사 우영우  | Квон Мину  | [ 5 ]  |